# Mònica López (actriu)
Mònica López   (Las Palmas de Gran Canaria, 30 de maig de 1969) és una actriu canària instal·lada a Catalunya. L'any 1987, va emigrar a Barcelona i va triomfar com a actriu a Catalunya. Llicenciada en art dramàtic per l'Institut del Teatre de Barcelona, també va seguir cursos d'interpretació amb Franco di Francescantonio, Dominic de Fazio, Bob McAndrew i James de Paul.

## Teatre
El 1990, Mònica López presentà Línia Roja de Miguel Casamayor i, després, va treballar amb Pere Planella (Trucades a mitjanit), Lluís Homar (Els Bandits, de Schiller), Adolfo Marsillach (L'auca del senyor Esteve,de Santiago Rusiñol), Joan Ollé (Víctor o els nens al poder, de Roger Vitrac; L'oncle Vània, d'Txékhov), Pau Miró (Bales i ombres) i Carlota Subirós (Marie i Bruce, de Wallace Shawn; Fragmentos de La Divina Comedia. Homenaje a Franco di Francescantonio, a partir de textos del Dant).
També va col·laborar amb Mario Gas, amb qui treballà com a ajudanta de direcció a les troianes d'Eurípides i sota les ordres del qual interpretà El temps i els Conway, de J.B. Priestley; Golfus de Roma i A Little Night Music, de Stephen Sondheim (Premi de la Crítica de Barcelona); Top Dogs, d'Urs Widmer (també Premi de la Crítica de Barcelona); Otel·lo, de Shakespeare; Guys and Dolls, de Frank Loesser; Brecht – Brecht, sobre textos de Bertolt Brecht; 100 años de poesía española; Las criadas, de Jean Genet (Premi Revelación dels Premis Ercilla de Bilbao); A Electra le sienta bien el luto, d'Eugene O'Neill, i Ascensión y caída de la ciudad de Mahagonny, de B. Brecht i K. Weill. Igualment, va formar part del repartiment de les adaptacions de textos d'Eurípides Las Troyanas y Hécuba, sorgides de la col·laboració d'Irene Papas i La Fura dels Baus. Amb Calixto Bieito presentà Company, de Stephen Sondheim i La casa de Bernarda Alba, de Federico García Lorca. Al Teatro Español de Madrid interpretà Follies, de Stephen Sondheim, de nou a les ordres de Mario Gas. El 2022 i 2023 va presentar De què parlem mentre no parlem de tota aquesta merda', amb la Calòrica.

### Teatre Nacional de Catalunya
Obres de teatre que ha interpretat:
- De què parlem mentre no parlem de tota aquesta merda? (2021)[3]
- Frank V. Operetta d'una banca privada (2015)
- Krum (2015)
- Un enemic del poble (2014 i 2015)
- Platonov (2010)
- Escenes d'un matrimoni + Saraband, en el paper de Marianne (2010)
- L'auca del senyor Esteve (2007)
- Bales i ombres (un western contemporani), en el paper de dona (2006)
- Marie i Bruce, en el paper de Marie (2005)
- Company (2005)
- L'oncle Vània (2004)
- Víctor o els nens al poder, en el paper d'Ida Mortemart (2002)
- La casa de Bernarda Alba, en el paper d'Amelia (2000)
- Guys & Dolls, en el paper de Mary Anderson, Sargenta Sarah Brown (1998)

## Cinema

### Premis
Mònica López va rebre dues vegades el Premi Nacional de Cinema de la Generalitat de Catalunya a la millor interpretació secundària per Aquesta nit o mai de Ventura Pons i La febre d'or, de Gonzalo Herralde. Igualment, també va ser distingida amb el Premi del Col·legi de Directors de Barcelona a la millor interpretació femenina pel seu treball a A la ciutat (2003), pel qual també va guanyar el Premi Butaca a la millor actriu catalana de cinema i fou nominada al Premi Goya a la millor actriu de repartiment.
En la divuitena edició dels premis Goya, Mònica López obtingué una nominació com a millor actriu secundària. Per altra banda, el 2004, obtingué el premi a la millor interpretació del Festival de Cinema de Sitges per The Uncertain Guest.
El 2016 va rebre el 42è premi Memorial Margarida Xirgu per la seva interpretació de Kate, la germana gran de les Mundy, a l'obra Dansa d'agost de Brian Friel.

### Llargmetratges
- Aquesta nit o mai (1992)
- Todo es mentira (1994)
- Souvenir (1994)
- Los peores años de nuestra vida (1994)
- La Monyos (1997)
- El pianista (1998)
- Un banco en el parque (1999)
- El otro barrio (2000)
- Intacto (2001)
- A la ciutat (2003)
- L'habitant incert (2004)
- Uno de los dos no puede estar equivocado (2007)
- Clara Campoamor, la dona oblidada (2011)
- Que Dios nos perdone (2016)
- El reino (2018)

### Curtmetratges
- Ábreme la puerta (1995)
- Pernocta (2004)
- Turismo (2008)

## Televisió

### Telefilms
. Rapa (2022) - sèrie 
- La fossa (2020) - sèrie
- Hierro (2019) - sèrie
- Carlos, rey emperador (2015) - sèrie
- Los nuestros (2015) - sèrie
- KMM (2014) - sèrie Capítol 32 "Qüestió de química"
- Acusados (2010) - sèrie
- 23-F: el dia més difícil del rei (2010) - sèrie
- Zoo (2008) - sèrie
- La Via Augusta (2007) - sèrie
- El Jardín de los cerezos (2006)
- Delta (2004)
- Joc de mentides (2003)
- Jet lag (2002-2003) - sèrie
- Freetown (2001)
- Després de la pluja (2000)
- Homenots (2000)
- El Comisario (2000) - sèrie
- Andorra, entre el torb i la Gestapo (1999)
- Nissaga de poder (1996) - sèrie
- Pedralbes Centre (1995) - sèrie
- El Temps i els Conway (1995)
- Oh! Europa (1994) - sèrie
- La Febre d'Or (1993)
- Quico, el progre (1992) - sèrie
- Bala perduda (1991)

### Programes on ha estat entrevistada
- La nit al dia (2006)
- Tvist (2006)
- B 360° (2006)
- Senyores i senyors (2005)
- Versión española (2005)
- La Mandrágora (2005)
- El Club (2005)
- La Columna (2003)
- Escena (2003)

### Altres intervencions televisives
Concert "Aturem la guerra" (2003)

## Doblatge
Mònica López fou la veu en català l'any 2004 d'Emma Thompson a Harry Potter i el presoner d'Azkaban.